# Paraponera
Paraponera es un género de hormigas y el único género de la subfamilia Paraponerinae. Su nombre significa «cerca de Ponera».
Consta de dos especies: la única especie actualmente viva, Paraponera clavata, también conocida como hormiga bala, que se encuentra en el Neotrópico, y la muy pequeña especie fósil Paraponera dieteri conocida del ámbar dominicano (Mioceno temprano; hace 16-19 millones de años). Las hormigas bala reciben ese nombre por el dolor que provocan sus picaduras venenosas. La picadura intensamente dolorosa es tóxica tanto para los invertebrados como para los vertebrados y un componente importante es el péptido neurotóxico poneratoxina.

## Especies
- Paraponera clavata (Fabricius, 1775)
- †Paraponera dieteri Baroni Urbani, 1994